# PSV Olympia Berlin
Der PSV Olympia Berlin e. V. ist ein Sportverein im Berliner Stadtbezirk Treptow-Köpenick. Der Verein wurde am 28. Juni 1990 gegründet und hat 2000 Mitglieder (Stand 2023).

## Abteilungen
Die Abteilung für Sportschießen Adlershofer Füchse gehört zu den leistungsstärksten Schützenvereinen des Schützenverbandes Berlin-Brandenburg. Sie erreichte 1994 einen Weltmeistertitel, 2006 einen Vizeweltmeistertitel, 1994, 2006 und 2008 einen dritten Platz bei Weltmeisterschaften, Europameistertitel 1992 und 1994. Daneben gewannen Schützen des Vereins über 50 Goldmedaillen bei Deutschen Meisterschaften. Von 1998 bis 2001 sowie 2003 wurde der Verein Meister der 1. Bundesliga Luftpistole.
Die Judo-Abteilung ist die größte Abteilung des Vereins. Zu den Erfolgen zählen die Ausbildung von Sportlern, die an den Eliteschulen des Sports trainieren und bis zur Weltmeisterschaften und Europameisterschaften qualifiziert wurden. Die Abteilung Judo beherbergt weitere Kampfsportarten, mehrere Ballsportarten, Zumba, Eltern-Kindsport und Leichtathletik.
Erfolgreich ist auch die Abteilung Tanzen mit mehreren Titeln bei Deutschen und Berliner Meisterschaften.
- Judo
- Karate
- Aikido
- Hapkido
- Selbstverteidigung – Krav Maga
- Sportschießen
- Leichtathletik
- Turnen
- Fußball
- Volleyball
- Badminton
- Tischtennis
- Tanzen
- Eltern-Kindsport
- Zumba

## Bekannte Sportler
- Uwe Potteck (Sportschütze), Europameister und mehrfacher Deutscher Meister
- Elena Neff (Sportschützin), Weltmeisterschafts-Dritte
- Johanna Müller, Judo